# 임종국 (1929년)
임종국(林鍾國, 1929년 10월 26일 ~ 1989년 11월 12일)은 대한민국의 재야 운동가이다. 일제시대때 문학사 및 민중사의 대가로 주로 친일파들의 숨겨진 활동을 연구하고 알리는 일에 주력하였다.

## 생애
경상남도 창녕군 창녕읍의 부유한 가정에서 4남 3녀 중 둘째 아들로 태어났으며, 아버지 임문호는 천도교 지도자였다. 1933년 가족 모두 서울로 옮겼으며, 1942년 재동소학교를 졸업하고 경성공립농업학교에 진학하였다.
경성공립농업학교 재학 중 태평양 전쟁이 종전되었고, 이후 교사와 음악가, 경찰 등 여러 진로를 놓고 방황하였다. 1952년에 고려대학교 정치외교학과에 입학하였다가 경제적 사정 때문에 2년 후 중퇴하였다. 이때부터 도서관에서 작가 이상에 대한 자료를 모아 1955년 고대문화(제1집)에 《이상론 1》을 발표하고, 1956년에 《이상전집》을 출간하면서 재야 문학평론가로 활동을 시작했고, 1957년 신구문화사에 입사, 그해 5월 《한국시인전집》을 발간했다. 1959년 문학예술지에 시 《비》(碑)를 발표하고, 1960년 사상계에 시 《자화상》 외 2편이 추천되면서 정식으로 문단에 등단했다.
이후 계속해서 문인들에 대한 자료를 모으던 중, 대한민국 문단의 유명 문인들이 일제강점기 동안 친일 글을 다수 발표하였다는 사실을 알게 되었다. 이때부터 오랜 기간 자료를 모아 친일파 연구의 효시가 된 《친일문학론(親日文學論)》을 1966년에 펴냈다. 이 책은 지식인 사회에 커다란 충격을 던지면서 반독재민주화운동의 과정에서 근대사 이해를 위한 필독서가 되었다.
주요 저서로는 [친일문학론], [한국문학의 사회사], [일제침략과 친일파] 등이 있으며, 이 저서들은 오늘도 일제시대연구와 친일파 연구의 기본서가 되고 있다.
《친일문학론》을 시작으로 다른 분야의 친일파에까지 연구를 확장하였고, 《실록 친일파》 등 여러 저서를 계속 펴내면서 친일파 연구의 전문가로 활동하였다. 임종국이 행적을 발굴하여 친일파로 지목한 인물 가운데는 그의 아버지 임문호도 포함되어 있었으며, 친일파 연구가 시작된 지점도 아버지의 친일 행적을 밝히는 것이었다.
1968년 고려대 정치학과에 재입학해서 1969년 21회로 학사 학위 취득했다. 1980년 11월 건강회복과 집필에 전념하기 위해 천안 근교 삼룡동에 요산재(樂山齋)라는 집을 짓고 밤나무 농사를 짓고 살다가 1988년 천안시내 구성동으로 이사했으며, 친일파 인물에 대한 자료를 집대성할 계획으로 《친일파총사》를 집필하던 중, 1989년 서울 순천향 병원에서 폐기종으로 사망, 천안공원묘원 무학지구에 안장되었다.

## 저서
- 임종국 (1966). 《친일문학론》. 평화출판사.
- 임종국, 민족문제연구소 (1981). 《정신대》. 일월서각.
- 임종국 (1984). 《밤의 일제 침략사》. 한빛문화사.
- 임종국 (1985). 《일제하의 사상탄압: 일제 의 침략·지배 전술 과 민족 말살 정책》. 평화출판사.
- 임종국 (1986). 《한국문학의 민중사: 일제하문학의 민중의식》. 돌베개.
- 임종국 (1989). 《일본군의 조선침략사 1, 2》. 일월서각. ISBN 9788974401689.
- 임종국, 민족문제연구소 (1991). 《실록 친일파》. 실천문학사.
- 임종국 (1991). 《일제 침략과 친일 마적단》. 지리산.
- 임종국, 민족문제연구소 (1994). 《친일, 그 과거 와 현재》. 아세아문화사. ISBN 9788942812516.
- 임종국, 민족문제연구소 (1995). 《여심이회오리치면: 스캔들근대사》. 아세아문화사. ISBN 8942812503.
- 임종국, 민족문제연구소 (1995). 《또 망국 을 할것 인가》. 아세아문화사. ISBN 9788942812523.
- 임종국, 민족문제연구소 (1995). 《빼앗긴 시절 의 이야기》. 아세아문화사. ISBN 8942812503.
- 임종국, 민족문제연구소 (2006). 《여인열전: 여성, 세상을열다》. 아세아문화사. ISBN 9788942816750.

## 사후
임종국의 장례식장에 모인 사람들은 임종국이 남긴 자료를 물려받은 것을 계기로, 친일파 문제를 전문적으로 연구하는 '반민족문제연구소'를 1991년 2월 27일에 설립하였고 이후 이 연구소는 1995년에 '민족문제연구소'로 개칭하였다. 2005년에는 친일 청산에 공을 세운 사람에게 임종국을 기려 수상하는 '임종국상'도 제정되었다.

### 수상
- 1992년 제6회 심산상 수상

### 훈장
- 2005년 10월 15일 보관문화훈장 추서

### 임종국 선생 기념사업회
- 2005년 3월 29일 임종국 기념사업회 출범 (회장 장병화)

### 임종국상
- 2005년 11월 11일 제1회 임종국상 제정 및 시상

### 인물전
- 정운현 (2006). 《임종국 평전》. 시대의 창.
- 정지아 (2008. 11. 24.). 《임종국》. 이윤엽 그림. 여우고개. ISBN 9788992855013.

## 같이 보기
- 민족문제연구소
- 임문호

## 참고 자료
- 정운현 (2006년 11월 12일). 《임종국 평전》. 서울: 시대의창. ISBN 89-5940-053-X.